# Marianella Salazar
Marianella Salazar (Caracas, Venezuela, 15 de junio de 1949) conocida también como Malula, es una periodista, locutora y escritora venezolana especializada en la fuente de sucesos políticos en Venezuela, especialmente los gobiernos de Hugo Chávez y Nicolás Maduro, aunque también ha sido una dura crítica de opositores como Henry Ramos Allup, Julio Borges, Manuel Rosales y partidos opositores como Acción Democrática.

## Biografía

### Educación
Marianella nació en Caracas, Venezuela en 1949, hija de Hilia Guirola. Ella estaba interesada en estudiar teatro, pero sus padres insistieron en que cambiara su vocación profesional por lo que realizó un test vocacional dando como resultado Periodismo, decidiendo estudiar este último.
Durante los años 70', con 19 años y aún estudiando como periodista en la Universidad Central de Venezuela, comenzó haciendo programas de televisión y paralelamente de radio, participando en Radio Aeropuerto baja la tutela de figuras emblemáticas como Pedro León Zapata, Otrova Gomas, Jaime Ballestas.

### Vida privada
Marianella tuvo su primer matrimonio el cual solo duró 5 meses, posteriormente se casó en el año 1983 yéndose de luna de miel a Costa Rica. Este matrimonio duraría solo 1 año. Sufrió de endometriosis por lo que pasó mucho tiempo luchando contra la enfermedad y buscando diversos tratamientos para poder concebir un hijo, tiempo después sufriría un "infarto uterino" por lo que se le tuvo que retirar todo el útero, eliminando la posibilidad de tener un hijo.
Fue vinculada amorosamente con múltiples hombres entre los que se destaca el expresidente Carlos Andrés Pérez, Octavio Lepage, o el expresidente Jaime Lusinchi, cuyos rumores ella ha negado, aunque en una entrevista en el programa de Shirley Varnagy ella dijo haber recibido numerosas veces comentarios "pasados de tono" por parte de Carlos Andrés Pérez.

### Carrera
Desde sus comienzos como periodista se vio incursa en la política en la cual participaba activamente, se postuló para ser concejal de Petare por sugerencia del secretario de Acción Democrática quedando como ganadora. Durante su carrera en 1983 tuvo un programa llamado "Al descubierto" en donde hablaba en torno a la vida política del país, ella expuso un controversial tema para la época al hablar del Punto G, motivo por el cual el entonces presidente Jaime Lusinchi en consejo de ministros decidiría la suspensión del programa y su eventual salida. Motivo por el cual ella abandonaría la vida política como periodista dedicándose a ser locutora. Desde el 2002 trabajó en la emisora Mágica 99.1 FM hasta 2017 cuando la emisora fue cerrada por Conatel. También ha trabajado en distintos medios de comunicación con periodistas como Patricia Poleo, Nelson Bocaranda, Ibéyise Pacheco, entre otros.

### Vida política
Tras la llegada de Hugo Chávez a la presidencia en 1999, Marianella se convirtió en una acérrima crítica del gobierno de Chávez y su sucesor Nicolás Maduro. Posteriormente comenzaría a criticar las actuaciones de los diversos actores y partidos políticos opositores que conforman la Mesa de la Unidad Democrática.

### Atentado
El 31 de enero de 2002 la sede del diario Así es la noticia fue atacada con un explosivo lanzado por dos personas en moto. Esto ocurrió un día después que Ibéyise Pacheco, directora del diario, Patricia Poleo, Marta Colomina y Marianella Salazar divulgaran un video de conversaciones entre el Ejército venezolano y la guerrilla colombiana de las FARC. Dos meses después la Corte Interamericana de Derechos Humanos dictó una medida de protección en favor de Marianella y las otras tres periodistas del diario.

### Juicios y acusaciones
En 2006, el tribunal 11 de ejecución liberó una orden de captura contra Ibéyise Pacheco acusada por difamación contra el coronel Ángel Bellorí, mientras que el tribunal 45 de control llevó a juicio a Marianella por el de delito de calumnia contra el vicepresidente ejecutivo José Vicente Rangel y el gobernador del Estado Miranda, Diosdado Cabello. La medida judicial surge a raíz de un artículo publicado por la periodista en una de sus columnas en el diario El Nacional, en el cual, relata que Rangel y Cabello, estarían incursos en faltas administrativas. En su columna ella denunció por corrupción a Cabello y Rangel, quienes a su vez la denunciaron por calumnia.
En el 2012 fue acusada de promover un golpe de Estado junto con Rocío San Miguel, Patricia Poleo y Nelson Bocaranda y catalogados como "actores táctico-operacionales" escudadas en lo que el gobierno considera
"supuestas fuentes de inteligencia para la manipulación mediática", y Bocaranda acusado de ser un "frustrado agente de inteligencia". Por otro lado, a San Miguel, conocida por sus denuncias sobre irregularidades en la FANB, la tildan de "vocera fiel de los laboratorios de guerra del imperio".

## Libros
- La Seducción Culinaria
- Cómo ser siempre bonita y coqueta